# Здоровець (село)
Здорове́ць — село в Україні, в Ємільчинській селищній територіальній громаді Звягельського району Житомирської області. Населення становить 141 особу (2001). До 1939 року — німецька колонія. У 1926—54 роках — адміністративний центр Здоровецької сільської ради Ємільчинського району.

## Історія
Здоровець, німецька колонія Емільчинської волості Новоград-Волинського повіту Волинської губернії, дворів 83, мешканців 432. Відстань від повітового міста 45 верст, від волості 7.
В період загострення сталінських репресій в 30-і роки минулого століття органами НКВС було заарештовано та позбавлено волі на різні терміни 37 мешканців колонії, з яких 32 чол. розстріляно. Всі постраждалі від тоталітарного режиму реабілітовані.
У 1926—54 роках — адміністративний центр Здоровецької сільської ради Ємільчинського району.
До 29 березня 2017 року село входило до складу Ємільчинської селищної ради Ємільчинського району Житомирської області.